# Manases
Manases (Manasija), četvrti zagrebački biskup, nasljednik Sigismunda.

## Životopis
Gorički arhiđakon Ivan ne spominje Sigismunda na popisu zagrebačkih biskupa. Jedini spomen na njega je u spisima Georgia Praya, koji ga vremenski određuje oko 1106. godine. Kukuljević je kasnije opazio da se 1103. godine pojavljuje: "Manasses, sigillator Regis et Episcopus Zagrabiensis" i nastavlja "pod Kolomanom kraljem".
Ivan Krstitelj Tkalčić ustvrdio je da se nalazi 1111. i 1113. u Kolomanovim privilegijama Zoboru. Zbog neslaganja povjesničara oko njegovog postojanja neki ga smatraju trećim, a neki četvrtim zagrebačkim biskupom. Nije poznata ni njegova eventualna povezanost sa splitskim nadbiskupom istoga imena, koji je bio njegov suvremenik.

## Vanjske poveznice
Mrežna mjesta
- Manases (oko 1103.), životopis na stranicama Zagrebačke nadbiskupije

| Titule u Katoličkoj Crkvi | Titule u Katoličkoj Crkvi | Titule u Katoličkoj Crkvi |
| ------------------------- | ------------------------- | ------------------------- |
| prethodnik Sigismund      | zagrebački biskup 1103.   | nasljednik Francika       |